# Emma Baron
Emma Baron (Treviso, 19 de octubre de 1904-Roma, 7 de marzo de 1986) fue una actriz de teatro y cine italiana.

## Biografía
Nacida con el nombre de Emma Bardon en Treviso, después de obtener una licenciatura en artes, comenzó su carrera en el escenario en la década de 1920, ingresando en las compañías teatrales de Maria Melato y Marta Abba. Hizo su debut cinematográfico en 1935, interpretando un papel principal en Freccia d'oro en esta película conoció al actor Ennio Cerlesi, quien un año más tarde se convirtió en su esposo y en un compañero frecuente en el escenario. A partir de la década de 1940, inició una intensa carrera cinematográfica como actriz de carácter, especializándose en papeles de madres.

## Filmografía
- Freccia d'oro (1935)
- L'anonima Roylott (1936)
- Un bacio a fior d'acqua (1936)
- Il suo destino (1938)
- I promessi sposi (1941)
- Una storia d'amore (1942)
- Giorno di nozze (1942)
- Gioventù perduta (1948)
- Atto di accusa (1950)
- L'edera (1950)
- La ciudad se defiende (1951)
- Quo vadis? (1951)
- L'ultima sentenza (1951)
- Core 'ngrato (1951)
- Les miracles n'ont lieu qu'une fois (1951)
- Cento piccole mamme (1952)
- Menzogna (1952)
- Camicie rosse (Anita Garibaldi) (1952)
- Don Lorenzo (1952)
- Legione straniera (1952)
- Perdonami! (1953)
- Cavallina storna (1953)
- Disonorata (senza colpa) (1954)
- Avanzi di galera (1954)
- Ripudiata (1954)
- L'ombra (1954)
- Canzone d'amore (1954)
- Le signorine dello 04 (1955)
- Bella non piangere (1955)
- La canzone del cuore (1955)
- I quattro del getto tonante (1955)
- Disperato addio (1955)
- Giuramento d'amore (1955)
- Io piaccio (1955)
- Operazione notte (1955)
- Un palco all'opera (1955)
- Giovanni dalle Bande Nere (1956)
- Una voce, una chitarra, un po' di luna (1956)
- Suor Letizia (1956)
- Te sto aspettanno (1957)
- Padres e hijos (1957)
- Saranno uomini (1957)
- La canzone del destino (1957)
- Malafemmena (1957)
- Il cielo brucia (1957)
- Ana de Brooklyn (1958)
- Un amore senza fine (1958)
- Afrodite, dea dell'amore (1958)
- Il bacio del sole (Don Vesuvio)(1958)
- Amore e guai... (1958)
- Primo amore (1959)
- David y Goliat (1960)
- Dos mujeres (1960)
- El monstruo de Creta (1960)
- La garçonnière (1960)
- La viaccia (1960)
- Barrabás (1961)
- Puños de hierro (1961)
- La vendetta della maschera di ferro (1961)
- Il disordine (1962)
- Poncio Pilatos (1962)
- Duello nella Sila (1962)
- Le due leggi (1962)
- Dieci italiani per un tedesco (Via Rasella) (1962)
- Mafia alla sbarra (1963)
- Gli invincibili sette (1963)
- Il giovedì (1964)
- L'intrigo (1964)
- Amore mio (1964)
- The Agony and the Ecstasy (1965)
- Arizona Colt (1966)
- Vivo para matarte (1968)
- Due volte Giuda (1969)
- Angeli senza paradiso (1970)
- Le calde notti di Don Giovanni (1971)